# Ermita de Sant Quirze
L'Ermita de Sant Quirze és una obra del municipi de Lloret de Mar (Selva) inclosa en l'Inventari del Patrimoni Arquitectònic de Catalunya. Està situada a 200 m del cementiri i a 1 km del centre de la ciutat de Lloret de Mar. És un edifici en part anterior al segle xi, molt senzill i que segueix les lleis compositives de l'arquitectura rural catalana.

## Descripció
És un edifici aïllat, encara que la desbordant urbanització a Lloret ja hi està arribant a prop, de planta rectangular, format per dues parts diferenciades i amb coberta de doble vessant a laterals. La façana comença amb un sòcol d'un metre d'arrebossat imitant grans blocs que culmina amb una filera de rajola pintada de blau. Té una porta, dues finestretes als costats i una finestra quadrangulars a sobre i un campanar d'espadanya a la part superior central. La porta és gran, d'uns 3 metres d'alçada, de pedra granítica, amb brancals de grans blocs escairats i llinda monolítica. A la part superior hi ha dos òculs el·líptics. Els ràfecs del cos més alt són de quatre fileres de rajola i teula i les de la part posterior de dues i una filera de rajola plana i teula. La teulada està en mal estat i s'hi veuen multitud d'herbes que dificulten el drenatge i malmeten la construcció.
Pel que fa als esgrafiats de la façana fets el 1935 i restaurats posteriorment (1973), estan formats per una decoració de gerres amb flors, estructures esglaonades, florons, garlandes i copons. La part posterior té dos nivells de teulada. És la part més antiga i on es van trobar les restes arqueològiques. A la part lateral occidental hi ha una porta de mig punt adovellada i una finestra petita, emmarcada de pedra i enreixada. De l'observació de la planta se'n dedueix que hi ha dues fases, la de l'ermita antiga i medieval (que ara ocupen les dues sagristies i l'altar major) i la nau actual, situada a un nivell més baix i ampliada al segle xviii. La primitiva ermita feia uns 4,5 m d'amplada per 10 de llargada. L'ampliació del segle xviii va convertir el lloc en una planta quadrada d'uns 10 metres de costat.

## Història

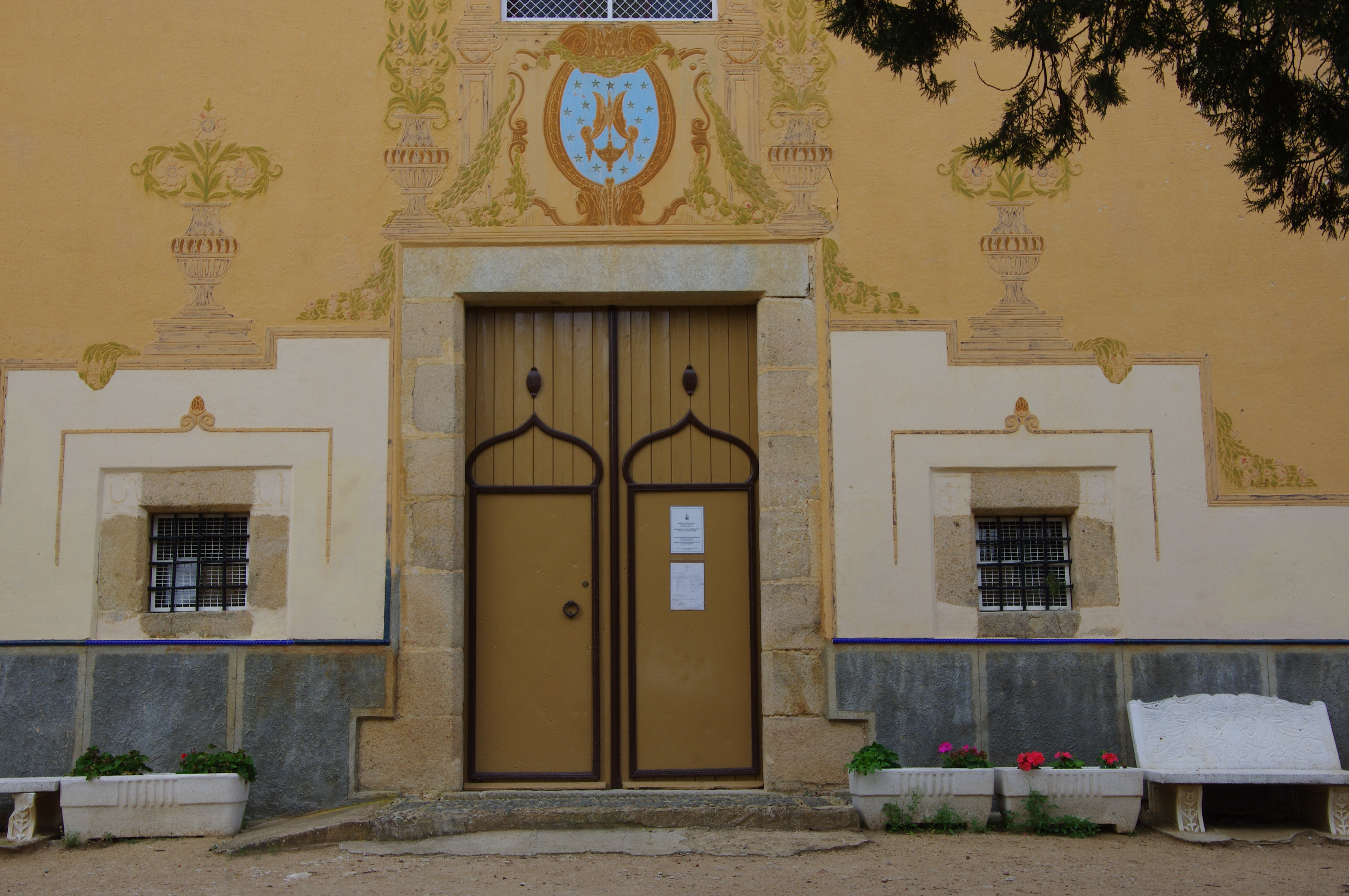
Detall dels esgrafiats de la façana principal de l'Ermita de Sant Quirze

Capella documentada del 1079, encara que arqueològicament molt anterior, abandonada a partir del segle xv i reconstruïda i ampliada durant el segle xviii. La primera notícia històrica de l'ermita es refereix a la consagració de l'església de Sant Romà (les Alegries), de 1079, on s'esmenten els límits i la geografia parroquial: "Et sic vadit per ecclesiam sti. Chirici". Existeix la hipòtesi que fou construïda i dedicada als Reis Mags entre els segles vii i viii, que fou destruïda pels àrabs durant el segle IX i reedificada al segle X i dedicada finalment a Sant Quirze. Segons les excavacions arqueològiques, l'ermita de Sant Quirze està assentada sobre una primitiva església paleocristiana. La seva estructura arquitectònica inicial es dataria entre els segles VI i IX, i al seu voltant s'hi ha documentat una necròpolis romana. A la vora de l'ermita s'han trobat ceràmiques i monedes romanes i diverses sepultures (unes quaranta). Estan documentades dues excavacions, una el 1892 i una altra el 1968-69. S'ha hipotetitzat que no fos un Martyrium o monument funerari de l'antic i primer cristianisme. De tota manera, és l'ermita més antiga de Lloret i està dotada d'una necròpolis romana i altmedieval. En una zona molt propera a l'ermita, es van trobar fragments de ceràmica romana, una moneda de Constantí i diverses sepultures. Les troballes realitzades al voltant de l'ermita corresponen a una necròpolis romana, que segurament rodejava una església paleocristiana. L'ermita de Sant Quirze seria, per tant, l'església més antiga de Lloret. No es coneix amb certesa l'origen de l'ermita, però ja apareix esmentada, el 8 de gener de 1079, en l'acta de consagració de l'antiga Parròquia de Sant Romà (avui Ermita de la Mare de Déu de les Alegries) amb aquestes paraules: 
| «                     | A meridie parte similiter terminatur in parrochia Sti. Ioannis in valle marina et sic vadit per ecclesiam Sti. Chirici | » |
| — Acta de consagració | |   |

Sembla que els genovesos la van incendiar durant el segle xiv, que competien amb els catalans per aconseguir el domini del Mediterrani. Hi ha notícies que el 1558 estava abandonada i sense portes. Durant el segle xvii va ser puntualment mantinguda (enguixat, 1654 i noves portes 1676) i durant el segle xviii es va reformar i ampliar. Es va fer un retaule nou i el 1731 existeix una llicència per beneir la capella, recentment reedificada i ampliada. El 1935, Adrià Gual va realitzar els esgrafiats de la façana principal. Durant els anys setanta va patir diversos espolis i robatoris, com els d'imatges de talla barroques de l'interior.
S'hi celebrava un aplec el dia 16 de juny, en el qual es ballaven sardanes a l'era del mas Fornés. Al segle xx es va intentar recuperar l'aplec, però no s'ha consolidat. Actualment es fa el diumenge més proper a la festivitat.